# Rudolf Breithaupt
Rudolf Maria Breithaupt (Braunschweig, 11 agosto 1873 – Ballenstedt, 2 aprile 1945) è stato un pianista, musicologo, didatta e teorico della tecnica pianistica tedesco.

## Biografia
Studiò giurisprudenza, filosofia, musicologia alle Università di Jena, Lipsia e Berlino, pianoforte al Conservatorio di Lipsia con Robert Teichmüller e musicologia con Hugo Riemann, Hermann Kretzschmar ed Oscar Paul. Divenne, a sua volta, insegnante di pianoforte al Conservatorio Stern di Berlino, dedicandosi in particolare all'approfondimento dei principi fondamentali della tecnica pianistica, approfondimento che sviluppò anche su basi, per così dire, "sperimentali"  ossia sull'osservazione empirica del modo di suonare di grandi pianisti, come Teresa Carreño.
Espose i risultati delle sue ricerche in un'opera in tre tomi, Die natürliche Klaviertechnik (La tecnica pianistica naturale), pubblicati a Lipsia rispettivamente negli anni 1905, 1906 e 1913,  i primi due di carattere teorico, con un corredo di numerose interessanti illustrazioni fotografiche e disegni, e il terzo di esercizi.  Il trattato del Breithaupt costituisce una formulazione organica della nuova tecnica del peso che tra Ottocento e Novecento va sostituendo la tecnica pianistica tradizionale basata sull'"indipendenza" e "articolazione" delle dita isolate (documentata in modo esemplare dal diffusissimo "metodo per pianoforte" di Lebert e Stark). Paragonabile ad esso per profondità teorica e sensibilità musicale è solo l'opera della Bandmann, Die Gewichtstechnik des Klavierspiels (La tecnica pianistica del peso), pubblicata nel 1907. A differenza di quest'ultima, però, l'opera di Breithaupt ebbe vasta risonanza e notevole diffusione: venne ben presto tradotta in francese (1908) e in inglese (1908) e successivamente anche in russo (1929). Non ci furono traduzioni italiane, ma le tesi di Breithaupt circolarono comunque negli ambienti musicali e pianistici italiani grazie soprattutto alle traduzioni francesi.  
Breithaupt pubblicò inoltre Musikalische Zeit und Streitfragen (Tempo musicale e controversie) (Berlino, 1906).

## La "tecnica pianistica naturale"
Nei suoi fondamenti fisiologici la "tecnica pianistica naturale" di Breithaupt dipende, per suo esplicito riconoscimento, dai lavori, pressoché contemporanei, del medico e fisiologo Friedrich Adolf Steinhausen. È di Breithaupt la formula "non pensare alle dita, non voler suonare con le dita", che sintetizza efficacemente il principio fondamentale della tecnica del peso in antitesi alla tecnica digitale. Quest'ultima prescrive l'innaturale articolazione delle dita con la mano immobile e l'esclusione di qualsiasi apporto del braccio, da cui conseguono, oltre che un inutile dispendio di energia muscolare, irrigidimenti, contrazioni e false estensioni delle dita. La "nuova" tecnica naturale - nuova solo in quanto formulazione teorica, perché i grandi pianisti hanno sempre suonato in questo modo - sostiene invece la necessità di sfruttare adeguatamente il peso inerziale di tutto il braccio dalla spalla in giù fino alla mano. Il punto di partenza è "uno stato di riposo e di completo rilassamento muscolare del braccio, così come possiamo osservarlo in un bambino che dorme o ottenerlo noi stessi lasciando pendere il braccio sullo schienale di una sedia". 
La prima basilare forma di movimento pianistico  è, di conseguenza, la caduta libera (freier Fall):  in modo del tutto passivo il peso dell'intero braccio viene scaricato sulla mano e, attraverso la mano, sulla punta delle dita, che imparano a sostenerlo senza flettere sulla tastiera. Gradatamente si apprende poi a dosare il peso in rapporto all'intensità del suono da produrre e si acquista l'educazione al "senso del peso". Dalla "caduta libera", movimento basilare di trasmissione del peso, derivano tutte le altre forme di movimento. "Il semplice spostamento laterale del peso realizzato mediante una serie di cadute in verticale sta a fondamento del martellato e del non-legato. Il legato si basa invece sul cosiddetto rotolamento (Rollung) del peso, ossia sulla trasmissione del peso da un dito all'altro realizzata [...] sfruttando la rotazione dell'avambraccio". 
La rotazione dell'avambraccio (su di un asse longitudinale che unisce il gomito al polso) è la seconda forma fondamentale di movimento pianistico, completamente ignorato dalla didattica tradizionale. Tale movimento, presente in diversi atti  della vita quotidiana (come aprire e chiudere una porta), si manifesta pianisticamente nella sua forma più evidente nel tremolo di ottave ed è implicito nella maggior parte degli altri movimenti pianistici (trilli, scale, arpeggi, "salti" ecc.).

## Il "gioco digitale"
Nonostante la tendenza ad identificare qualsiasi movimento autonomo delle dita con un irrigidimento ed una contrazione della mano e del braccio, Breithaupt ritiene che il "gioco digitale" svolga comunque un ruolo nella tecnica pianistica ed anzi costituisca il grado superiore e conclusivo dello studio.  È questa la parte meno convincente del trattato breithauptiano che appare come scisso in due parti difficilmente conciliabili: da un lato il gioco libero del peso  in rilassamento (grado inferiore e medio: tecnica fondamentale), dall'altro il gioco digitale (grado superiore: "tecnica artistica") che comporta sempre un certo grado di "fissazione" o tensione muscolare. Egli si attirò così critiche di segno opposto: quella, mossagli da Matthay,  di aver considerato come elemento esclusivo della tecnica il peso del braccio e quella, di Steinhahausen, di aver reintrodotto in modo inconseguente e contraddittorio la vecchia tecnica digitale.
In realtà Breithaupt si rese conto, con sensibilità musicale e sulla base della sua esperienza pianistica, della necessità del gioco digitale per una tecnica pianistica completa e artistica, ma  non fu in grado di giustificarlo in modo coerente all'interno della nuova impostazione. La critica di Steinhausen, corretta sul piano fisiologico, non coglieva il problema pianistico specifico intuito e non risolto da Breithaupt: come intendere il gioco digitale evitando irrigidimenti e contrazioni della mano e del braccio ossia i tipici inconvenienti della tecnica digitale tradizionale.

### Opere di Rudolf M. Breithaupt
- Die natürliche Klaviertechnik, [I:] Die freie, rhytmisch-natürliche Bewegung (Automatik) des gesamten Spielorganismus (Schulter, Arme, Hände, Finger) als Grundlage der "klavieristischen" Technik (Il movimento libero, ritmico-naturale (automatico) dell'insieme degli organi impegnati nel suonare (spalla, braccio, mani, dita) come fondamento della tecnica "pianistica"), Leipzig, 1905, C. F. Kahnt Nachfolger.
- Die natürliche Klaviertechnik, I: Handbuch der modernen Metodik und Spielpraxis (Manuale della metodica moderna e della pratica strumentale) (III ed. completamente riveduta), id. 1912; IV ed. (con appendice bibliografica), id., 1922.
- Die natürliche Klaviertechnik, II: Die Grundlagen des Gewichtspiels (I fondamenti della tecnica del peso), id., 1906; III ed. riveduta, id., 1913; IV ed. 1922.
- The Idea of Weight Playing. Its Value and Practical Application, in "The Musician", gennaio 1911.
- Die natürliche Klaviertechnik, [III]: Praktische Studien (5 quaderni), id., 1913; 1919-1922 (testo trilingue tedesco, inglese e francese).

#### Traduzioni
- Natural Piano-Technic vol. II The Fundamentals of Weight-Playing,  Leipzig, 1908, C. F. Kahnt Nachfolger.
- Natural Piano-Technic vol. II School of Weight-Touch (tr. di John Bernoff),  Leipzig, 1909, C. F. Kahnt Nachfolger.
- Technique Naturelle du Piano vol. II Les Fondements du Jeu des Pesanteurs, 1908, C. F. Kahnt Nachfolger.
- Technique Naturelle du Piano vol. II La tecnique de la pesanteur (tr. di E. Closson), 1909, C. F. Kahnt Nachfolger.

### Letteratura secondaria
- Luca Chiantore, Historia de la técnica pianística. Un estudio sobre los grandes compositores y el arte de la interpretación en busca de la Ur-technik, Madrid, 2001, Alianza Editorial.
- Paolo Spagnolo - Giovanni Stelli, Pianosophia. Tecnica e arte, Napoli, 2008, Guida.